# José Lizares Estrada
José Lizares Estrada (ur. 31 maja 1934 w Tapalpa) – meksykański duchowny rzymskokatolicki, w latach 1987–2009 biskup pomocniczy Monterrey.

## Życiorys
Święcenia kapłańskie przyjął 19 grudnia 1959. 4 marca 1980 został prekonizowany biskupem Ciudad Altamirano. Sakrę biskupią otrzymał 29 kwietnia 1980. 31 stycznia 1987 zrezygnował z pełnionego urzędu, a 25 marca został mianowany biskupem pomocniczym Monterrey. 21 grudnia 2009 przeszedł na emeryturę.